# Механічна міцність брикетів на стирання

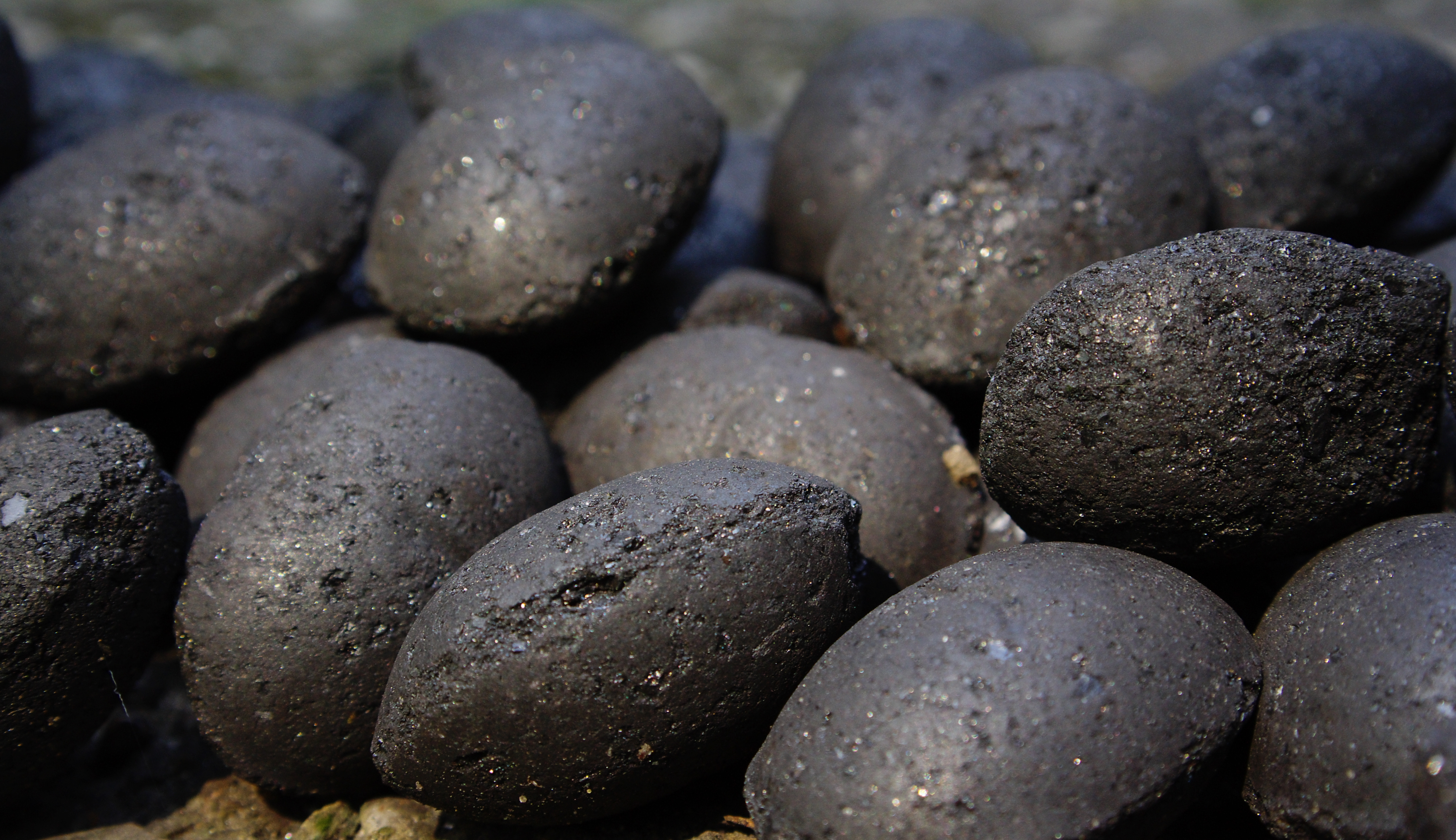
Вугільні брикети

Механічна міцність брикетів на стирання визначається за допомогою обертового барабана. Діаметр барабана становить 500 мм, частота обертання — 25 хв−1. Одночасно в барабан завантажується 10 кг брикетів. Після 100 обертів барабан зупиняється. Матеріал розсіюється на ситі з отвором 25 мм. Механічну міцність на стирання розраховують за формулою:
σст = 100•(m2/m1),
де σст — опір брикетів дії стираючих навантажень, %; m1, m2 — маса брикету до і після стирання в барабані, кг.